# Schizostachyum lumampao
Schizostachyum lumampao är en gräsart som först beskrevs av Francisco Manuel Blanco, och fick sitt nu gällande namn av Elmer Drew Merrill. Schizostachyum lumampao ingår i släktet Schizostachyum och familjen gräs. Inga underarter finns listade i Catalogue of Life.